# Česlovas Kudaba
Česlovas Kudaba (* 24. Juli 1934 in Kobylnik, Polen; † 19. Februar 1993 in Vilnius) war ein litauischer Politiker und Geograph.

## Leben
Ab 1940 lebte seine Familie in Vaiciekavas bei Ignalina. Von 1942 bis 1950 lernte er in Tverečius (Rajongemeinde Ignalina) und ab 1950 in Švenčionys. 1954 absolvierte er das Lehrerseminar Švenčionėliai in der Rajongemeinde Švenčionys. Von 1954 bis 1959 absolvierte er das Diplomstudium der Geografie an der Vilniaus universitetas (VU).
Ab 1959 lehrte er am Lehrstuhl für physische Geografie und Kartografie an der Fakultät für Naturwissenschaften der VU, ab 1974 als Professor. 1964 promovierte er in Geografie. Von 1990 bis 1992 war er Deputat im Seimas.